# Austromacoma
Genre
Austromacoma est un genre de mollusques bivalves marins de la famille des Tellinidae.
Les espèces de ce genre se trouvent en Amérique, en Afrique occidentale et en Malaisie.

## Liste des espèces
Selon World Register of Marine Species (6 juin 2024) :
- Austromacoma biota (Arruda & Domaneschi, 2005)
- Austromacoma birmanica (R. A. Philippi, 1849)
- Austromacoma constricta (Bruguière, 1792)
- Austromacoma laevigata (Lamarck, 1818)
- Austromacoma lucerna (Hanley, 1844)
- Austromacoma nymphalis (Lamarck, 1818)